# Heparansulfat
Heparansulfat gehört zur Gruppe der Glykosaminoglykane, die aus langen Ketten von Disaccharid-Bausteinen bestehen, sowie zur Gruppe der Heparine. Die Disaccharide der Heparinsulfate bestehen aus D-Glucosamin-Einheiten kombiniert mit D-Glucuronsäure oder L-Iduronsäure, wobei
- R1, R3 = SO3H/H
- R2 = SO3H/Ac
- X1 = COOH und X2 = H oder X1 = H und X2 = COOH

Befindet sich viel L-Iduronsäure in den Heparinsulfaten, bilden sich komplexe helikale Strukturen aus. Sie sind wichtige Bausteine der extrazellulären Matrix und kommen in den Plasmamembranen tierischer Zellen vor. Wie alle sauren Proteoglykane besitzen die Heparinsulfate viele negative Ladungen (sind also Polyanionen) und liegen deshalb in Lösung hydratisiert vor, können aber auch Wasser einlagern. Sie leisten einen damit wichtigen Beitrag für die mechanischen Eigenschaften der extrazellulären Matrix. Zudem gehen sie häufig nicht-kovalente, das heißt relativ schwache Verbindungen mit der Hyaluronsäure ein. Darüber hinaus wirkt Heparansulfat gerinnungshemmend und ist Bestandteil von verschiedenen Medikamenten.
Unterschiedlich modifizierte Heparansulfate weisen verschiedene Bindungsspezifitäten auf und können zur Anreicherung bestimmter Wachstumsfaktoren in Zellen beitragen. Durch Bindung des Wachstumsfaktors FGF-1 (fibroblast growth factor) früh in der Entwicklung des Nervensystems durch ein spezifisches Heparansulfat, sowie später in der Entwicklung FGF-2 durch eine andere Modifikation wird die Differenzierung von Vorläuferzellen zu Nervenzellen gesteuert.
Erhöhte Werte von Heparansulfat im Blut finden sich beispielsweise bei den genetisch bedingten Erkrankungen Morbus Hunter (zusammen mit Dermatansulfat) und dem Sanfilippo-Syndrom.